# تل حسان
تل حسان قرية سوريّة تتبع إداريّاً لمحافظة حلب منطقة منبج ناحية خفسة، بلغ تعداد سكانها (672) نسمة حسب التعداد السكاني لعام 2004.